# Nervión

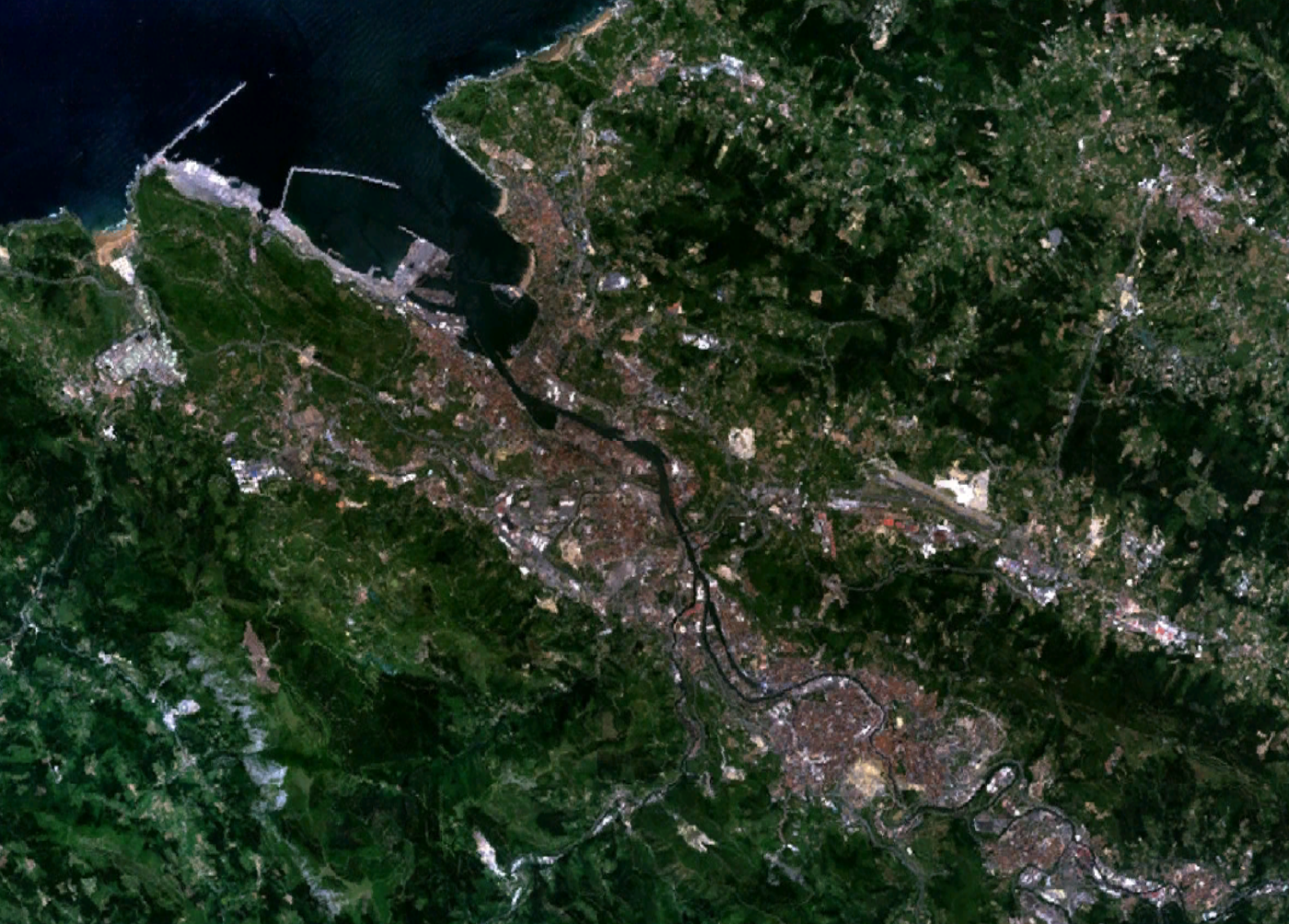
Confluencia, ría y desembocadura de Nervión e Ibaizábal.

El río Nervión (en euskera Nerbioi) es un río de la península ibérica que discurre por el norte de España. Nace en la provincia de Álava, de las aguas que bajan de los altos del Corral, Bagate y Urkabustaitz por una parte, y la Sierra Salvada por la otra, en la cordillera Cantábrica. Su origen está en la confluencia de los arroyos Iturrigutxi, Ajiturri y Urieta, nacidos entre las sierras de Gillarte y Gibijo.
A pocos kilómetros de su nacimiento y en épocas de grandes precipitaciones o deshielo, forma el salto del Nervión, un imponente salto de 222 metros, para continuar luego por el cañón de Délica en dirección noreste. Durante las épocas estivales, su tramo inicial puede quedar seco.
Baja por el llamado valle del Nervión o Alto Nervión hasta entrar a la provincia de Vizcaya, cerca de la ciudad de Orduña. En el municipio de Basauri confluye con el Ibaizábal, río de caudal y longitud semejantes, y juntos dividen el resto de la comarca del Gran Bilbao, cruzando por la capital bajo el nombre de ría de Bilbao (también conocida como ría del Nervión o del Ibaizábal), hasta llegar a su desembocadura en el mar Cantábrico, en los municipio de  Portugalete, Guecho.

## Hidrología

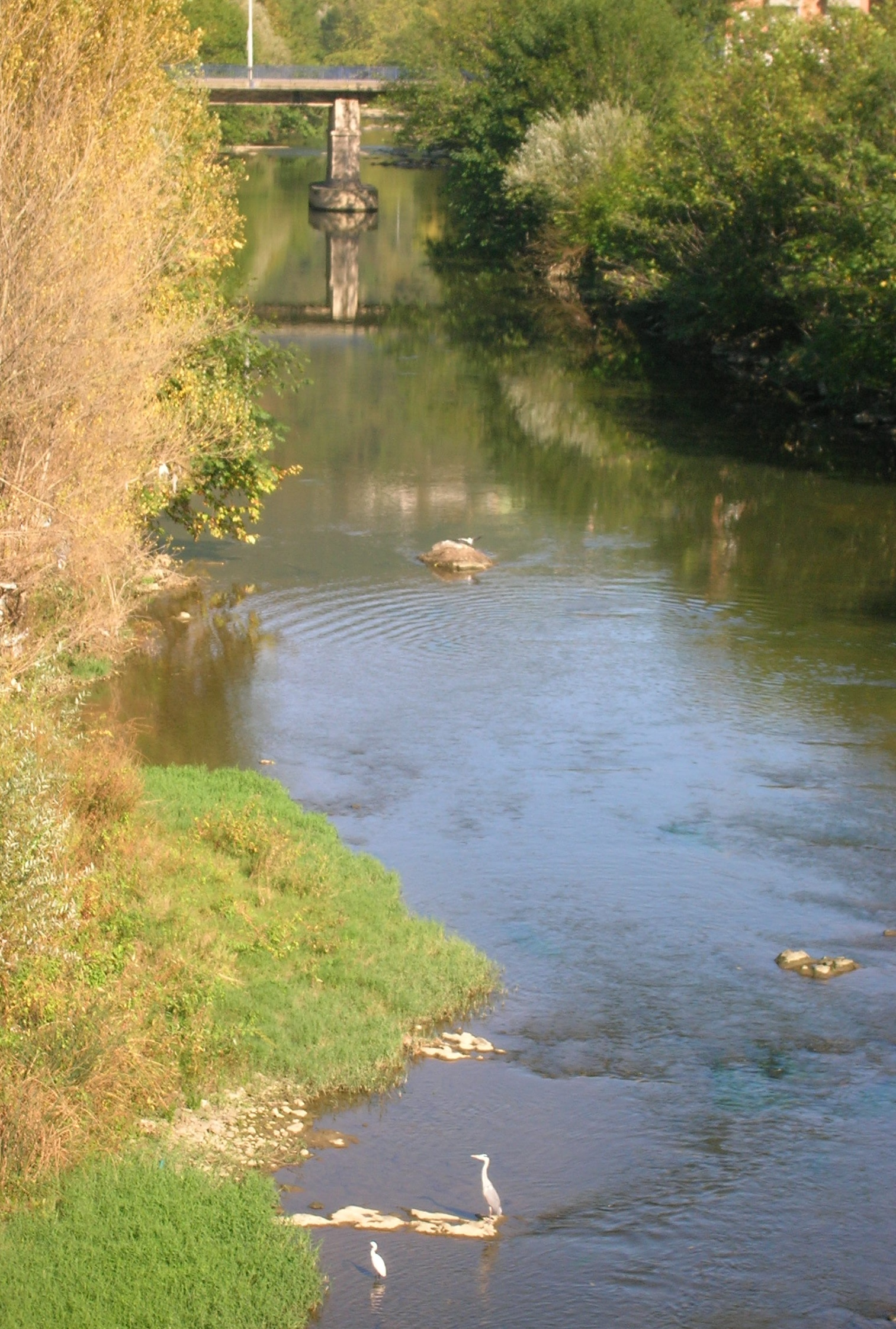
Nervión-Ibaizábal a su paso por Echévarri

El río recorre 75,6 kilómetros desde su nacimiento hasta su desembocadura en el mar. Corre en dirección suroeste-noreste. La influencia de las mareas alcanza los 15 kilómetros tierra adentro, hasta el barrio de La Peña de Bilbao.

### Afluentes
El río Ibaizabal es generalmente considerado el principal afluente del Nervión (por la derecha). Otros autores consideran que el Ibaizábal es el río principal, y que recibe a su principal afluente, el Nervión, por la izquierda. Otros llaman a todo el sistema Nervión-Ibaizábal. Los afluentes del Alto Nervión (antes de unirse con el Ibaizabal) son el Altube, el Orozco, el Ceberio, el arroyo de Zollo, el arroyo de Aldaikoerreka y el arroyo de Aspiuntza.
Los afluentes de la ría de Bilbao también adoptan la forma de pequeñas rías al desembocar. Estas son:
- arroyo de Bolintxu.
- río Cadagua, que recibe los subafluentes:
  - pantano y río Ordunte.
  - río Herrerías.
  - río Llanteno-Ibaizabal.
  - río Arceniega.
  - río Artxola.
  - arroyo Otxaran.
  - arroyo Ganekogorta.
  - arroyo Nocedal.
  - arroyo Azordoiaga.
- río Asúa, que recibe los subafluentes:
  - arroyo de Derio.
  - arroyo de Lujua.
- río Galindo, que recibe los subafluentes:
  - río Castaños.
  - arroyo Ballonti.
  - arroyo Granada.
- río Gobelas, que recibe los subafluentes:
  - Eguzkiza.
  - Udondo.

## Historia y economía
El origen del nombre del río Nervión no está claro para los autores. Unos lo relacionan con la Peña Nervina, de 920 metros, zona en la que salta sobre las inmediaciones de Délica. Otros lo relacionan con el emperador romano Nerva. También ha sido denominado Nervio o Nansa.
Desde tiempos antiguos, el paso de Orduña, que unía la planicie interna de España con el valle del Nervión, tuvo un gran peso económico. Durante la Edad Media sirvió de límite natural entre el Señorío de Vizcaya y el Condado de Castilla, cobrándose peaje en ese punto. A través de los siglos, el valle del Nervión fue un corredor de vital importancia para la comunicación de Vizcaya. La principal vía de ferrocarril se construyó en 1863 siguiendo el cauce del río.
Al mismo tiempo, Bilbao desarrolló una importante actividad comercial, siendo su puerto el más importante de toda la costa norte de España. Esta actividad dependía completamente de la navegabilidad de los últimos 15 kilómetros del río. Dada esta situación, el ingeniero Evaristo de Churruca y Brunet llevó a cabo un enorme proyecto para desarrollar el puerto exterior.

## Medio ambiente

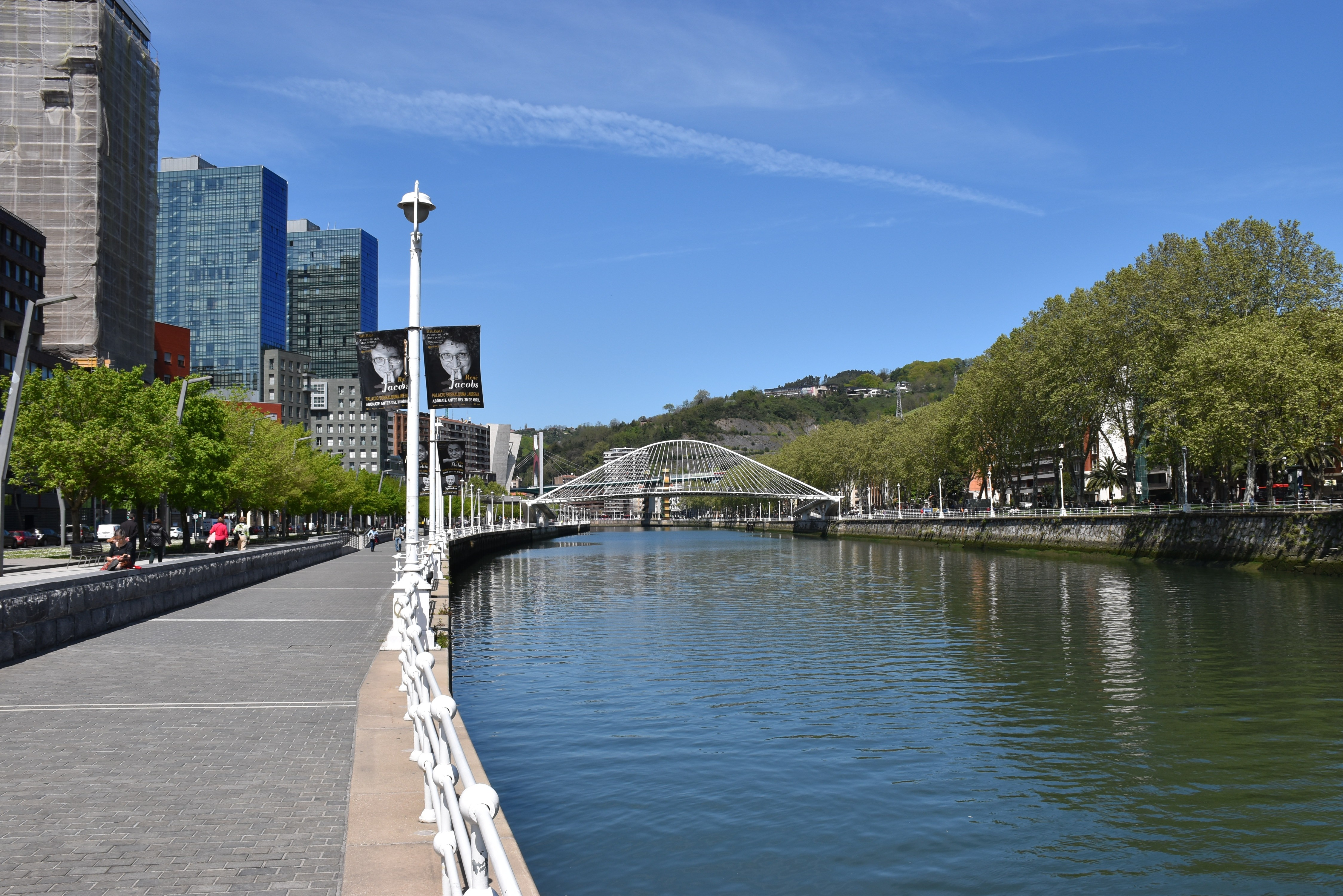
El río Nervión en Bilbao

Luego de un siglo de intensa actividad industrial en el río, especialmente los últimos 25 km, este se encontraba contaminado, con sus niveles de oxígeno un 20 % por debajo de lo normal. En 1978, las autoridades locales lanzaron un plan para sobrellevar esta situación, resultando en una constante mejora de la calidad del ambiente, logrando restituir casi totalmente la fauna y la flora. Actualmente los niveles de óxigeno están en torno al 60 %, y se han recuperado peces como la lubina, dorada, anchoa, o mariscos como la nécora y el bogavante.
Este proceso de puesta en marcha de depuradoras, solo se ve enturbiado por la ausencia de un sistema de depurado eficiente para todo el valle de Ayala, cuyos municipios, a excepción de Orduña, vierten sus aguas fecales sin tratar al río.